# الجمعية السعودية للفنون التشكيلية
الجمعية السعودية للفنون التشكيلية (جسفت-GSFT) مؤسسة ثقافية غير ربحية تُعنى بالفنون التشكيلية في المملكة العربية السعودية، أنشئت عام 1428هـ، مقرها الرئيسي في مدينة الرياض، ولها عدد من الفروع في كل من مكة المكرمة، والطائف، وجدة، وعسير، وينبع، ونجران، والدمام، والجبيل، والجوف، والمدينة المنورة
وتعمل الجمعية على دعم الفنانين التشكيلين السعوديين، وذلك بإقامة المعارض والندوات والورش الفنية والمحاضرات ذات العلاقة بالفنون في جميع مناطق المملكة.

## أهداف الجمعية
- دعم الحركة الفنية التشكيلية في السعودية.
- تنمية الوعي الفني والإبداعي لدى المجتمع المحلي.
- توثيق العلاقات الفنية والاجتماعية في الوسط الفني التشكيلي.
- خلق علاقات وطيدة بين الجمعية السعودية للفنون التشكيلية والجمعيات الأخرى داخل وخارج المملكة.
- حفظ الحقوق الفنية والمادية للفنانين وأعمالهم.
- دعم الباحثين في مجال الفنون التشكيلية.
- التعاون مع الجهات الحكومية والخاصة لخدمة الحركة الفنية التشكيلية.[1][2]

## الأنشطة والأعمال
- إقامة الدورات التدريبية للموهوبين في الفنون التشكيلية.
- عقد الملتقى الأول للجمعية في المركز الرئيسي تحت عنوان (آثارنا إبداع يعانق الحاضر).
- تنفيذ عدد من المعارض داخل المملكة وخارجها بالتعاون مع وكالة الشؤون الثقافية الدولية بوزارة الإعلام، وإقامة معارض أخرى بالتعاون مع وزارة التعليم.[3]
- تنفيذ معرض بالتعاون مع مركز الملك عبدالعزيز للحوار الوطني، ومشروع تجميل المبنى الجديد للمركز.[4]
- إقامة معرض تواصل الرياض التشكيلي بمعهد الإدارة العامة بشكل سنوي.[5]
- المشاركة في ملتقى ألوان السعودية.
- تنفيذ المبادرة الثقافية الفكرية (رواق جسفت)[6] التي تتضمن نشاط فني منبري لفنانين تشكيلين ومثقفين لهم صلة بالفن التشكيلي، من خلال تقديم بعض الأنشطة التي تهدف إلى تنمية الوعي الفني لدى المجتمع.[7]

## فروع الجمعية
للجمعية عدّة فروع موزعة في جميع مناطق المملكة، هذه الفروع هي:
1. المركز الرئيسي
2. الرياض
3. جدة
4. ينبع
5. الدمام
6. نجران
7. عسير
8. المدينة المنورة
9. الجوف
10. الطائف
11. الدوادمي
12. مكة المكرمة
13. جازان
14. الجبيل
15. الجوف
16. القريات
17. بيشة
18. الخرج